# Linda E. Smith
Linda E. Smith ist eine kanadische Schauspielerin und Synchronsprecherin.

## Leben
Smith spricht fließend Englisch und Französisch. Sie begann ab Mitte der 1980er Jahre sich als Schauspielerin durch Nebenrollen in verschiedenen Fernseh- und Spielfilmen zu etablieren. 1988 war sie in der Rolle der Jane James im Film Tommy Tricker und das Geheimnis der Briefmarken zu sehen. 2001 übernahm sie in der Miniserie Dice die Rolle der Mrs. Maggie Quine. 2005 mimte sie die Rolle der Judy Macon in der Fernsehserie The Festival in insgesamt acht Episoden. 2007 wirkte sie in der Rolle der Olivia McPhee im Fernsehzweiteiler Killer Wave – Die Todeswelle mit. Von 2014 bis 2016 stellte sie die Mutter von Ben Chartier, gespielt von Jared Keeso, in der Fernsehserie 19-2 dar. Seit 2020 ist sie in der Rolle der Wendy Atwater in der Fernsehserie Transplant zu sehen. 2021 hatte sie eine Nebenrolle als Anne im Film Crisis inne.

## Filmografie (Auswahl)
- 1985: Hitchhiker – Unglaubliche Geschichten (The Hitchhiker, Fernsehserie, Episode 2x06)
- 1986: Bevor die Falle zuschnappt (Morning Man)
- 1986: Keeping Track – Im Fadenkreuz (Keeping Track)
- 1986: Lance et compte (Fernsehserie, Episode 1x13)
- 1987: The Guaranteed Way to Pickup Single Women
- 1987: Im Reich der Liebe – Zwei Männer um Courtney (Shades of Love: The Rose Cafe, Fernsehfilm)
- 1987: Zombie Nightmare
- 1988: Liberace – Ein Leben für die Musik (Liberace: Behind the Music, Fernsehfilm)
- 1988: Shades of Love: Little White Lies (Fernsehfilm)
- 1988: Tommy Tricker und das Geheimnis der Briefmarken (Tommy Tricker and the Stamp Traveller)
- 1988: No Blame (Fernsehfilm)
- 1989: The Phone Call (Fernsehfilm)
- 1990: The Thriller (Fernsehfilm)
- 1990: Grusel, Grauen, Gänsehaut (Are You Afraid of the Dark?, Fernsehserie, Episode 1x04)
- 1991: Urban Angel (Fernsehserie, Episode 1x04)
- 1991: Ein gefährliches Paar ( Shadows of the Past, Fernsehfilm)
- 1992: A Cry in the Night (Fernsehfilm)
- 1993: Der Preis der Freundschaft (Flight from Justice, Fernsehfilm)
- 1993: Vendetta II: The New Mafia (Fernsehfilm)
- 1995: Aventures dans le Grand Nord (Fernsehserie, Episode 1x06)
- 1998: Franchesca Page
- 1999: Le dernier souffle
- 1999: Ladies Room
- 1999: Verhängnisvolle Entführung (Taken)
- 2000: Der Voyeur – Von einem Spanner verfolgt (Someone Is Watching, Fernsehfilm)
- 2000: Grusel, Grauen, Gänsehaut (Are You Afraid of the Dark?, Fernsehserie, Episode 7x04)
- 2000: The List
- 2000: Sherlock Holmes – Der Hund von Baskerville (The Hound of the Baskervilles, Fernsehfilm)
- 2000: Bad Boys Hunting (Wilder)
- 2001: Largo Winch – Gefährliches Erbe (Largo Winch, Fernsehserie, Episode 1x09)
- 2001: Dice (Miniserie, 6 Episoden)
- 2002: Das Denver-Attentat (Aftermath)
- 2002: 42-DD (Kurzfilm)
- 2002: Pluto Nash – Im Kampf gegen die Mondmafia (The Adventures of Pluto Nash)
- 2002: Besessen (Obsessed, Fernsehfilm)
- 2003: Shattered Glass
- 2003: See Jane Date (Fernsehfilm)
- 2003: The Reagans (Fernsehfilm)
- 2004: The Third Identity – Im Bann der Macht (A Different Loyalty)
- 2004: Aviator (The Aviator)
- 2005: Das Doppelleben des Sam Brooks (Lies and Deception, Fernsehfilm)
- 2005: The Perfect Neighbor (Fernsehfilm)
- 2005: 3 Needles
- 2005: The Festival (Fernsehserie, 6 Episoden)
- 2005: Tripping the Wire: A Stephen Tree Mystery (Fernsehfilm)
- 2006: One Dead Indian (Fernsehfilm)
- 2006: Naked Josh (Fernsehserie, Episode 3x08)
- 2007: Stahlkappen (Steel Toes)
- 2007: Killer Wave – Die Todeswelle (Killer Wave, Fernsehfilm)
- 2008: Les Boys (Fernsehserie, Episode 1x19)
- 2008: Her Only Child (Fernsehfilm)
- 2008: Prom Wars: Love Is a Battlefield
- 2008: Ein Engel im Winter (Afterwards/Et après)
- 2008: Three Mothers (Kurzfilm)
- 2008: Sophie (Fernsehserie, Episode 2x07)
- 2008: Punisher: War Zone
- 2010: Ties That Bind (Fernsehfilm)
- 2011: Voyez comme ils dansent
- 2011: Café de Flore
- 2012: Camion
- 2013: Being Human (Fernsehserie, Episode 3x05)
- 2013: Meetings with a Young Poet
- 2014: Fatal Vows 2 (Fernsehserie)
- 2014: The Good Sister (Fernsehfilm)
- 2014–2016: 19-2 (Fernsehserie, 5 Episoden)
- 2015: The Fixer (Miniserie, 2 Episoden)
- 2015: Les Jeunes Loups (Fernsehserie, Episode 2x08)
- 2015–2016: The Art of More – Tödliche Gier (The Art of More, Fernsehserie, 8 Episoden)
- 2017: Love Locks (Fernsehfilm)
- 2017: The Bold Type – Der Weg nach oben (The Bold Type, Fernsehserie, Episode 1x03)
- 2017: Touched
- 2017: The Disappearance (Miniserie, 2 Episoden)
- 2018: Broken Trust (Fernsehserie, Episode 1x08)
- 2018: Real Detective – Fälle, die man nie vergisst (The Detectives, Fernsehdokuserie, Episode 2x05)
- 2019: Friedhof der Kuscheltiere (Pet Sematary)
- 2019: Akrobaten (L'acrobate)
- 2020: Épidémie (Fernsehserie, 2 Episoden)
- seit 2020: Transplant (Fernsehserie)
- 2021: Crisis

## Synchronisationen (Auswahl)
- 1999: Jagged Alliance 2 (Computerspiel)